# Her Double Life
Her Double Life  è un film muto del 1916 diretto da J. Gordon Edwards. La sceneggiatura è firmata da Mary Murillo, la fotografia da Phil Rosen. Interprete del film, la diva Theda Bara, affiancata da Franklyn Hanna, Stuart Holmes, Walter Law, Madeleine Le Nard.

## Trama
In Inghilterra, durante la prima guerra mondiale, Mary Doone si arruola come infermiera per sfuggire a Lloyd Stanley, che ha tentato di sedurla. Inviata al fronte, la giovane donna ritrova l'uomo che si trova lì per lavoro, essendo un corrispondente di guerra. Mary, sempre per sfuggire a Stanley, assume la falsa identità di Ethel Wardley, una donna che lei crede sia morta nel corso di un bombardamento, e si reca da Lady Clifford, che accoglie con entusiasmo l'ospite, ignara che non si tratti della vera Ethel. Ben presto, Mary si innamora di Elliot Clifford, il cugino della padrona di casa ma il suo romanzo d'amore viene interrotto quando riappare nella sua vita Stanley, questa volta accompagnato dalla vera Ethel, guarita dalle sue gravi ferite.  Mary, prima che Stanley possa denunciarla, racconta tutto a Lady Clifford e ad Elliot, che comprendono e scusano il suo comportamento, senza alcuna conseguenza sulla relazione che la lega all'uomo che ama.

## Produzione
Il film fu prodotto dalla Fox Film Corporation. Venne girato nel New Jersey

## Distribuzione

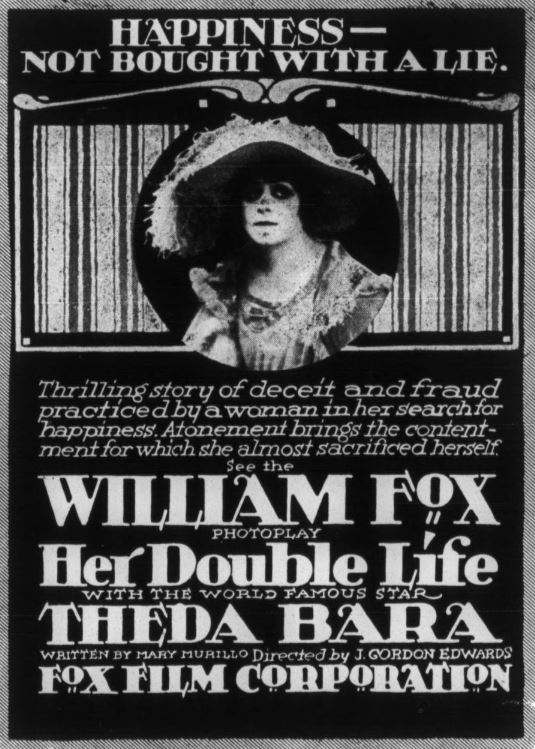
Pubblicità su Variety (8 settembre 1916)

Il copyright del film, richiesto da William Fox, fu registrato il 10 settembre 1916 con il numero LP9097.
Distribuito dalla Fox Film Corporation, il film uscì nelle sale cinematografiche statunitensi il 10 settembre 1916.
Non si conoscono copie ancora esistenti della pellicola che viene considerata presumibilmente perduta.